# Tomoya Ugajin
Tomoya Ugajin (宇賀神 友弥, 23 de març de 1988) és un futbolista japonès.

## Selecció del Japó
Va debutar amb la selecció del Japó el 2018.

## Estadístiques
| Selecció del Japó | Selecció del Japó | Selecció del Japó |
| Anys              | Partits           | Gols              |
| ----------------- | ----------------- | ----------------- |
| 2018              | 1                 | 0                 |
| Total             | 1                 | 0                 |